# Place Sadi-Carnot
Pour les articles homonymes, voir Place Carnot.

Des clientes devant le Grand bar de Sadi-Carnot en 1937

La place Sadi-Carnot est une place marseillaise du 2e arrondissement de Marseille. 

## Situation et accès
Elle est située à l'intersection de la rue de la République, de la rue Colbert, de la rue Méry et de la rue Félix-Éboué.
Elle est desservie par la station Sadi-Carnot des lignes 2 et 3 du tramway de Marseille.

## Origine du nom
Elle rend hommage à Sadi Carnot (1837-1894), homme politique français

## Historique
Elle se nomme à l'origine Place Centrale.